# Tadeusz Żuliński (lekarz)
Tadeusz Żuliński (ur. 30 listopada 1839 w Krakowie, zm. 18 stycznia 1885 we Lwowie) – lekarz, powstaniec styczniowy, brat Romana, Józefa Anzelma i Kazimierza.

## Życiorys
Syn Barbary i Tadeusza, urzędnika królestwa Polskiego pracującego w komorze celnej. Po likwidacji Rzeczypospolitej Krakowskiej w 1846 roku, rodzina przenosi się do Warszawy. Studia w Akademii Medyczno-Chirurgicznej. Wskutek zatargu z rektorem Fiodorem Cycurynem, zmuszony jest przenieść się do Kijowa. Ostatecznie studia kończy na Uniwersytecie Jagiellońskim. Doktoryzuje się i pracuje w katedrze fizjologii jako asystent profesorów: Gustawa Piotrowskiego i Józefa Majera. Podczas pobytu w Pradze publikuje w miejscowej prasie artykuł „Lech Czechowi”, w którym nawołuje do polsko-czeskiego przymierza.
W czasie powstania styczniowego jest sekretarzem Wydziału Rządu Narodowego do spraw zachodniej Galicji. Wraz z Józefem Szujskim i Janem Darosławem Amborskim wydaje podziemne pismo „Wolność”. Dwukrotnie aresztowany, a swoje uwolnienie zawdzięcza interwencji rektora UJ Józefa Dietla.
Pod koniec 1864 roku udaje się na emigrację do Paryża, gdzie zasłynął jako lekarz-filantrop, udzielający bezpłatnych porad medycznych. Podobnie postępował po osiedleniu się we Lwowie w 1871 roku, utrzymując się z posady chemika patologa w miejscowym szpitalu powszechnym. Zostaje też radnym miejskim, działającym w komisji sanitarnej. Z sukcesem dąży do powołania wydziału lekarskiego na miejscowym uniwersytecie, propaguje zasady higieny, również jako odrębnego przedmiotu nauczania, sprzeciwia się usuwaniu ze szpitali nieuleczalnie chorych.
W 1871 roku przeniósł się wraz z matką i bratem Józefem do Lwowa.
Był  redaktorem „Przewodnika gimnastycznego” i od 1875 roku wiceprezesem lwowskiego gniazda Polskiego Towarzystwa Gimnastycznego „Sokół”.

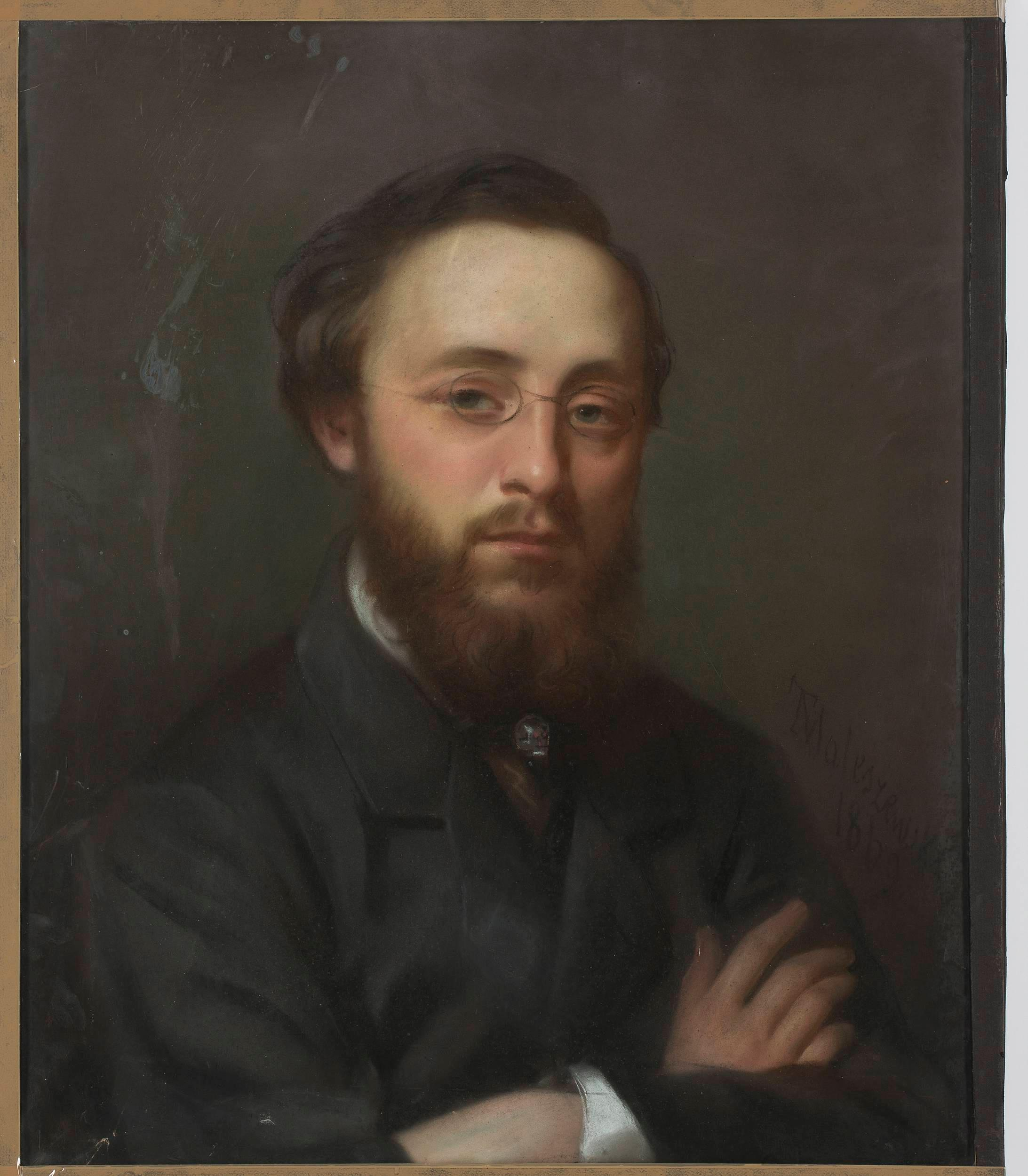
Tadeusz Żuliński, 1869. Pastel Tytusa Maleszewskiego

Pochowany dla uczczenia jego pracy na koszt miasta Lwowa na Cmentarzu Łyczakowskim. Jego imieniem nazwano we Lwowie ulicę Gliniańską, gdzie zamieszkiwał przed śmiercią (obecnie akademika Władimira Fiłatowa). Nad wejściem do kamienicy zachowała się pamiątkowa tablica, osobne epitafium znajduje się w dawnym kościele Dominikanów.